# Julija Wysocka
Julija Aleksandrowna Wysocka (ros. Ю́лия Алекса́ндровна Высо́цкая; ur. 16 sierpnia 1973 w Nowoczerkasku w obwodzie rostowskim) – rosyjska aktorka teatralna i filmowa, prezenterka telewizyjna oraz pisarka.

## Życiorys
Wykształcenie średnie zdobyła w Baku (1990). Po maturze odbyła studia na Wydziale Aktorskim Białoruskiej Akademii Państwowej Sztuk Pięknych (1995), a w 1998 roku ukończyła Akademię Muzyczną i Sztuk Dramatycznych w Londynie (ang.: London Academy of Music and Dramatic Art, LAMDA). Kariera aktorki rozpoczęła się w Mińsku, gdzie Julija Wysocka występowała w Narodowym Teatrze Akademickim im. Janki Kupały. Obecnie związana jest z Teatrem im. Mossowieta. Na kinowym ekranie zadebiutowała rolą głównej bohaterki w dramacie Dom wariatów (2002), w którym świetnie wcieliła się w piękną, lecz chorą na schizofrenię pacjentkę szpitala psychiatrycznego w Inguszetii, w momencie rozpoczęcia działań wojennych w Czeczenii w 1995 roku. Aktorka wyznaje, iż potrzebowała ogromnej odwagi, aby odegrać tę rolę. Według słów reżysera filmu, ta rola "była bardzo trudna, wymagała inteligencji emocjonalnej, techniki aktorskiej a przede wszystkim alienacji".
Od 2009 roku pełni funkcję redaktorki naczelnej magazynu, poświęconego kuchni domowej. Opublikowana przez Juliję Wysocką książka „Jedim doma krugłyj god” (ros.: Едим дома круглый год, czyli „Jemy w domu przez cały rok”) osiągnęła nieoczekiwany sukces i ulokowała się w dziesiątce rosyjskich hitów wydawniczych według Bolero.ru. Pewnego razu, patrząc z przyjemnoscią, jak Julija gotuje w domu, Andriej Konczałowski postanowił zrobić z tego projekt telewizyjny. Tak w 2003 roku powstał program niedzielny „Jemy w domu” (ros.: Едим дома) w stacji telewizyjnej NTW. Od 2010 roku Julija Wysocka zapowiada także program „Śniadanie z Juliją Wysocką” (ros.: Завтрак с Юлией Высоцкой).

## Filmografia
- 2002: Dom wariatów
- 2003: Lew w zimie
- 2007: Blask luksusu

## Nagrody i odznaczenia
Julija Wysocka otrzymała nagrody za najlepszą rolę żeńską w spektaklu „Look Back in Anger” według Johna Osborne’a i w filmie „Dom wariatów” na Rosyjskim Festiwalu Filmowym „Wiwat, kino Rosji!”

## Życie prywatne
Pierwszym mężem Julii Wysockiej był białoruski aktor Anatol Kot (biał.: Анатоль Кот). W 1998 roku poślubiła Andrieja Konczałowskiego, urodziło im się dwoje dzieci: córka Maria i syn Piotr. Poznali się na festiwalu filmowym w Soczi. Ona miała wtedy 25 lat, on 61. Związek okazał się trwały.